# Fischsterben

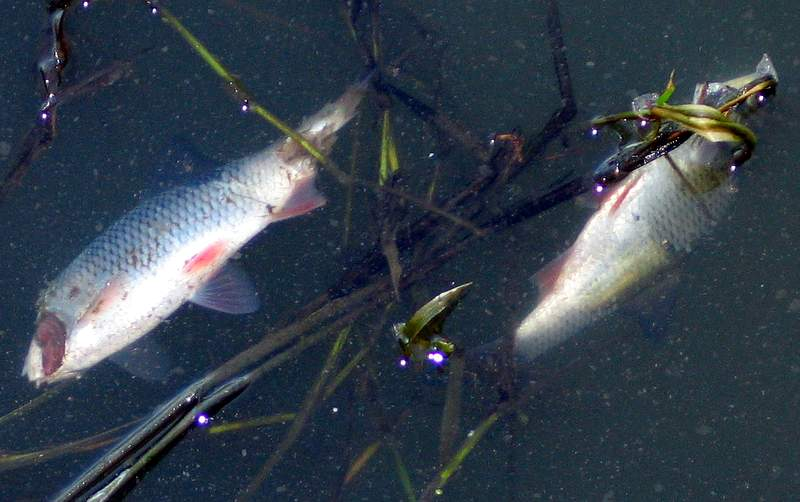
Tote Fische in einem Zulauf zur Ostsee

Von einem Fischsterben spricht man, wenn ein massenhaftes Sterben der Fischpopulation eines Gewässers auftritt. Dies kann einzelne Arten innerhalb der Population oder aber die gesamte Population betreffen.

## Ursachen
Mögliche Ursachen für ein Fischsterben sind: Fischkrankheiten, Sauerstoffmangel oder Intoxikationen. In seltenen Fällen sind auch starke Schwankungen der Wassertemperatur die Ursache für Fischsterben. Auch Wasserkraftwerke sorgen für zahlreiche tote Fische; Aale sind durch ihre Größe besonders stark betroffen. Bei den Bachforellen gab es in den letzten Jahren immer wieder unerklärliche Fischsterben, wie z. B. in den Voralpenflüssen Amper, Iller, Isar, Mangfall und Thur. 2019 wiesen sämtliche toten Tiere aus der Thur Entzündungen an Leber und Herz auf, und starben letztlich an Herzversagen. Die Ursache dafür konnte bis heute nicht gefunden werden.

### Sauerstoffmangel

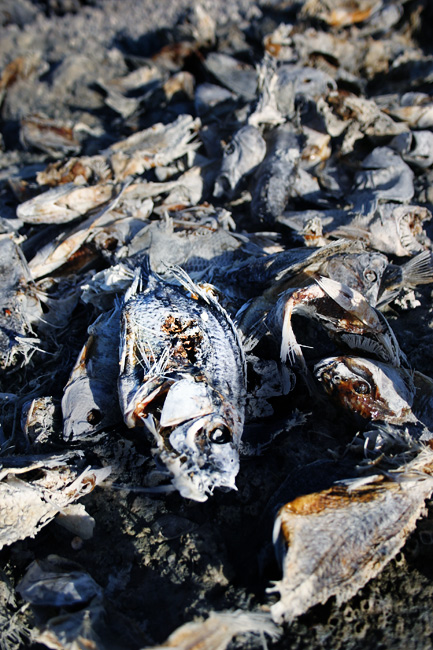
Tote Fische säumen die Küste vom Saltonsee, Kalifornien

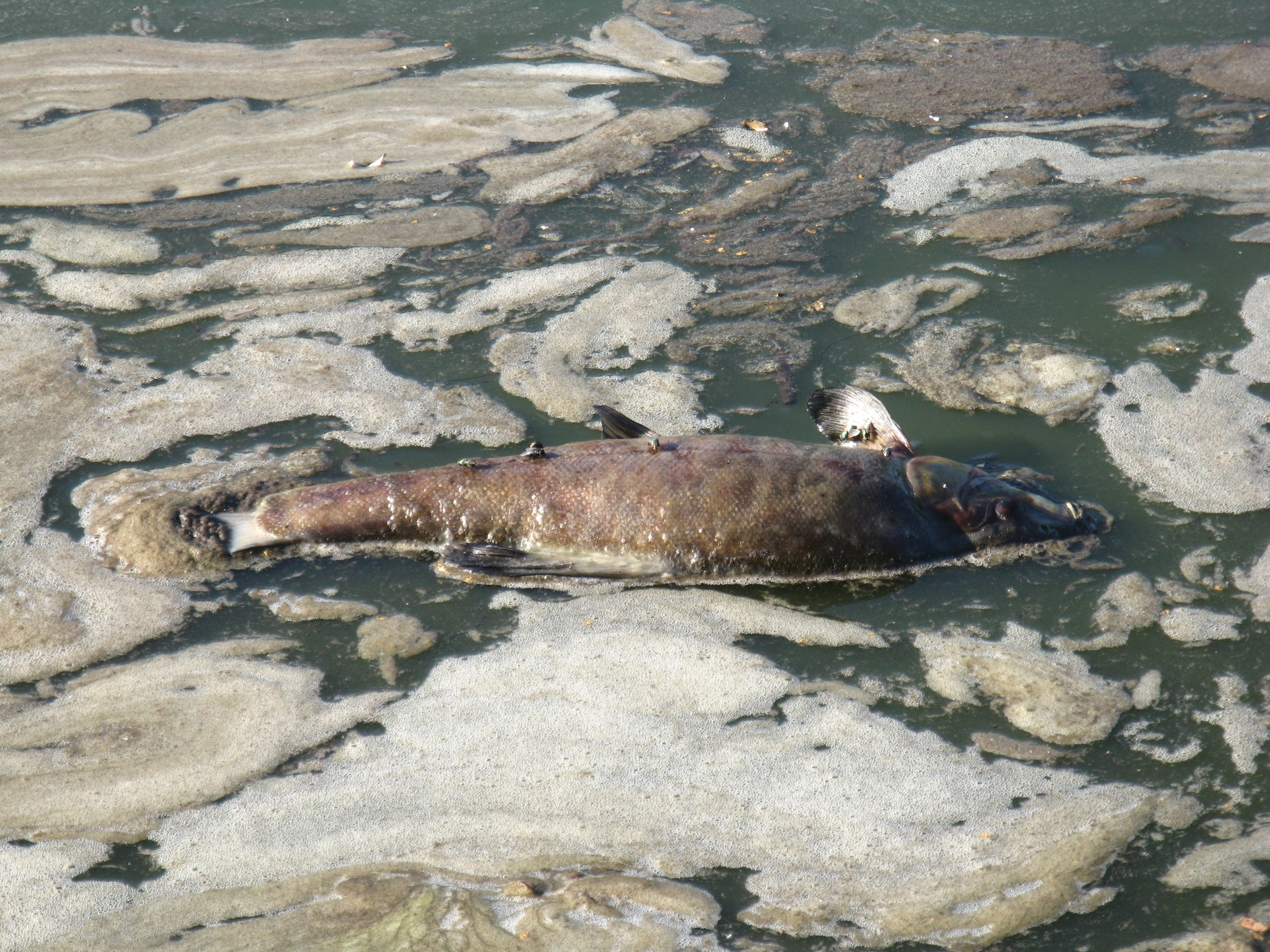
Verendeter Fisch in einem eutrophierten See

Fische brauchen Sauerstoff zum Leben. In einem unbelasteten oder wenig belasteten Gewässer ist in der Regel ausreichend bis reichlich Sauerstoff im Wasser gelöst (Sauerstoffsättigung), so dass Fische genug Sauerstoff zur Kiemenatmung vorfinden. Durch einen zu hohen Nährstoffeintrag kann es dazu kommen, dass die Sauerstoffkonzentration so stark verringert wird (Hypoxie), dass die Fische ersticken; umgangssprachlich spricht man von einem Umkippen des Gewässers. Ebenso kann auch der Eintrag von Löschschaum zu Sauerstoffmangel führen und dadurch ein Fischsterben verursachen. 2020 verursachte der Zuckerhersteller Tereos ein Fischsterben, als nach einem Dammbruch mit zahlreichen organischen Stoffen belastetes Rübenwaschwasser in mehrere Gewässer floss.
In ein stehendes Gewässer (See) oder ein sehr langsam fließendes Gewässer werden kontinuierlich Nährstoffe eingebracht, z. B. Phosphate, Silikate. Wenn dann die Wachstumsperiode einsetzt, können mehr Algen wachsen als vorher. Sie nutzen zur Energiegewinnung bei Licht die Photosynthese und erzeugen dabei Sauerstoff. In der Nacht jedoch zehren sie Sauerstoff auf. Es kann dazu kommen, dass so viel Sauerstoff aufgezehrt wird, dass die Algen selbst absterben, weil das Gewässer völlig sauerstofffrei wird. Dann sinken die toten Algen zu Boden, verfaulen dort und es bilden sich Faulgase, die aufsteigen.
Beschleunigt wird dieser Vorgang, wenn organische, sauerstoffzehrende Substanzen (z. B. nicht ausreichend behandelte Abwässer, Gülle) in das Gewässer eingetragen werden.
Sauerstoffentzug kann aber auch natürliche Ursachen haben, etwa wenn bei langem Zufrieren des Gewässers der Sauerstoffhaushalt des Gewässers unterbrochen oder in einem meromiktischen Gewässer die sauerstoffarme Wasserschicht durch einsetzende Umwälzung an die Oberfläche getragen wird. Auch ein Überbesatz im Rahmen der fischereilichen Bewirtschaftung eines Gewässers kann Sauerstoffmangel erzeugen.
Fische können im sauerstoffarmen Wasser versuchen, dicht unter der Oberfläche zu schwimmen und so davon profitieren, dass sich dort Luftsauerstoff im Wasser löst. Wenn die Sauerstoffkonzentration aber zu stark absinkt, hilft auch das nicht. Die Fische ersticken und treiben tot auf der Wasseroberfläche.

### Salzgehalt
Starkniederschläge im Jahr 2023 bewirkten, dass ein vor Jahrzehnten trockengelegter See mit Wasser vollgelaufen war. Nach einem drastischen Rückgang des Seepegels sind ab Ende August 2024 eine sehr große Menge an Süßwasserfischen bei Volos, Griechenland ins Meer gespült worden, welche massenhaft an der Salzkonzentration im Meerwasser und an Sauerstoffmangel starben.

### Intoxikation
Der Eintrag anorganischer wassergefährdender Stoffe kann zu Vergiftungen führen, die den Fischbestand schädigen oder zum Absterben der Fischpopulation führen, wenn diese direkt oder indirekt (z. B. gelöst in Abwasser) in das Wasser gelangen. Dies ist z. B. der Fall beim Eintrag schwermetallhaltiger Industrieabwässer oder dem hoch konzentrierten Eintrag von Säuren oder Laugen. Beim Großbrand von Schweizerhalle wurde 1986 im Rhein ein großes Fischsterben durch die mit dem Löschwasser eingetragenen Insektizide ausgelöst. Auch Reifenverschleiß kann eine Ursache für Fischsterben sein (vgl. Ozonschutzmittel 6PPD).
Nachweisbar ist die Intoxikation am Fischkadaver im Rahmen einer toxikologischen Untersuchung anhand von gereizten und geschädigten Organen und Kiemen oder durch direkten Nachweis des toxischen Stoffes im Kadaver.

### Globale Erwärmung
Auf Grund der globalen Erwärmung steigen die Wassertemperaturen der Gewässer. Bei Wassertemperaturen von über 25 °C bekommen kälteliebende Fischarten (u. a. Bachforelle, Äsche) gesundheitliche Probleme. Während der Hitzewellen 2003, 2015 und 2018 kam es z. B. in der Schweiz zu dramatischen Fischsterben.

## Statistik

### Schweiz
Die Anzahl der Fischsterben in der Schweiz werden vom Bundesamt für Umwelt auf der Website fischereistatistik.ch veröffentlicht. Bisher wurden im Jahr 2003, mit den Hitzewellen im Sommer, mit 404 gemeldeten Fischsterben am meisten Fischsterben innerhalb eines Jahres verzeichnet. Im Schnitt erfolgt etwa jeden zweiten Tag ein Fischsterben. Zwischen 1990 und 2018 wurden 73,1 Prozent an sämtlichen Fischsterben in der Schweiz durch menschliches Fehlverhalten oder Versagen verursacht. Dabei war der Eintrag von Gülle in Gewässer mit 21,7 Prozent der Hauptgrund.